# Esbon Blackmar
Esbon Blackmar (* 19. Juni 1805 in Freehold, New York; † 19. November 1857 in Newark, New York) war ein US-amerikanischer Politiker. Zwischen 1848 und 1849 vertrat er den Bundesstaat New York im US-Repräsentantenhaus.

## Werdegang
Esbon Blackmar wurde ungefähr sieben Jahre vor dem Ausbruch des Britisch-Amerikanischen Krieges im Greene County geboren. Er besuchte Bezirksschulen und graduierte an der High School. Dann ging er gebräuchlichen kaufmännischen Geschäften nach. Er saß 1838 und 1841 in der New York State Assembly. Politisch gehörte er der Whig Party an. Er wurde in einer Nachwahl im 27. Kongresswahlbezirk von New York in den 30. Kongress gewählt, um dort die Vakanz zu füllen, die durch den Tod von John M. Holley entstand. Sein Sitz im US-Repräsentantenhaus nahm er am 4. Dezember 1848 ein, schied aber schon am 3. März 1849 wieder aus dem Kongress aus. Nach seiner Kongresszeit nahm er wieder seine früheren Geschäftsaktivitäten auf. Er verstarb ungefähr vier Jahre vor dem Ausbruch des Bürgerkrieges in Newark im Wayne County. Sein Leichnam wurde dann auf dem Willow Avenue Cemetery beigesetzt.